# Anti Social Social Club
Anti Social Social Club – wywodząca się ze Stanów Zjednoczonych marka typu streetwear. Została założona w 2015 roku przez Neeka Lurka. Znana jest także jako ASSC i AntiSocialSocialClub.
Założyciel firmy Neek Lurk pierwsze powiązania z odzieżą streetwear nabył pracując w sklepie Stüssy. Zaczynał tam jako szeregowy pracownik, by następnie zostać managerem ds. social media. Tam poznał założyciela marki Undefeated, Eddie Cruza. Jakiś czas później Neek przeprowadził się do Los Angeles, by tam założyć pierwszy sklep własnej marki.
Marka współpracowała między innymi z takimi firmami jak Playboy, Hello Kitty oraz BT21.